# 開合
開合（かいごう）とは、中国や日本における音韻論、音韻学の用語で、口を大きく開いて発音する開（開口音・開音）と、それよりは狭い発音方法である合（合口音・合音）がある。日本では声明や謡曲で用いられたものが定着した。

## 概要
日本においては、880年（元慶4年）に安然が書いたとされる『悉曇蔵』におけるサンスクリットの解説において当時（六朝時代から唐）の中国の音韻学の知識が用いられており、その中で「開口」「張口」という語が用いられている。「張」に代わって「合」が用いられるようになったのは、中国の唐末に書かれたとされる『韻鑑』が最古の例とされ、日本における普及はそれ以後のこととされている。
中世日本語における代表的な開合としては、オ段長音のものが知られている。歴史的仮名遣においては、「アウ（アフ）・カウ・キヤウ」と記される言葉が鎌倉時代には「アオ・カオ・キヤオ」と発音され、室町時代にはいずれも長音の「オー」に統一された。この「オー」は現代の「オー」よりも大きく口を開く「開」による発音である。一方、「オウ（オフ）・コウ・キヨウ・エウ」の集団や「オホ・コホ」の集団も室町時代には長音の「オー」に統一されるが、こちらは現代の「オー」に近い「合」による発音であった。ポルトガル人宣教師ジョアン・ロドリゲスの『日本大文典』においては、「開」の「オー」を「ŏ」、「合の「オー」を「ô」と区別している。大きく口を広げる「開」による「オー」の発音が行われなくなり、2つの長音の区別が消滅するのは、東側の地域あるいは下層身分においては比較的早く、17世紀初頭には関東では両者の区別はほとんど見られなくなり、京都でも遅くても明暦年間までには見られなくなり、歴史的仮名遣や声明・謡曲の世界でのみ残された。また、拗音においても行われていたことが知られており、「キャ・ギャ」は「開」（開拗音）で「クヰ・クヱ・クヮ・グヮ」は「合」（合拗音）で発音されていた。「クヰ・クヱ」は鎌倉時代には早くも消滅しているが「クヮ・グヮ」は幕末まで存在し、現代かなづかいにおいて「カ」と表記されるようになった現代でも一部地方では行われている（→秋田弁の音韻）。

## 方言における区別
日本語の方言では一部で開合の区別が行われている。詳細は「日本語の方言の概観#連母音融合・開合の区別」を参照。